# De zwanenprinses
De zwanenprinses (Engels: The Swan Princess) is een Amerikaanse animatiefilm uit 1994. De film werd geregisseerd door Richard Rich en geproduceerd door Columbia Pictures. De film is gebaseerd op de balletvoorstelling Het zwanenmeer. Na deze film verschenen er nog twee vervolgfilms en zeven direct-naar-videofilms rond deze mediafranchise.

## Verhaal
Prinses Odette is de dochter van koning William, die regeert over een machtig koninkrijk. William en koningin Ubertha, uit een ander koninkrijk, besluiten later dat Odette en Ubertha's zoon prins Derek te trouwen om de koninkrijken te verenigen.
Odette en Derek haten elkaar als kinderen, maar als volwassenen worden ze verliefd. Odette betwijfelt echter of Derek niet alleen van haar houdt vanwege haar schoonheid. Terwijl Odette en haar vader naar huis rijden in de koets, worden ze in een hinderlaag gelokt door de tovenaar Ruigbaard. Hij transformeert in een draak en ontvoert Odette. Jaren eerder werd Ruigbaard door de koning verbannen omdat hij hem omver wilde werpen. Hij had de koning gedreigd dat hij al zijn bezittingen van hem zou afnemen als hij de kracht had. Hij verandert Odette in een zwaan.
Derek gaat dan op zoek naar Odette. Geleid naar het Zwanenmeer, zo ontdekt hij dat Odette een zwaan is en besluit de betovering te verbreken door de gelofte van liefde af te leggen. Maar dit plan lijkt te mislukken wanneer Ruigbaard Derek probeert te misleiden met een nep Odette (zijn assistent Bridget) en Odette zou als gevolg daarvan sterven. Odette zit opgesloten in de kerker, maar wordt door haar dierenvrienden uit de kerker bevrijd. Ondertussen is de verkeerde Odette aangekomen bij Dereks kasteel. Odette kan niet voorkomen dat Derek de geloften aflegt aan de verkeerde. Ruigbaard onthult vervolgens aan Derek dat hij de gelofte aan de verkeerde heeft afgelegd. Odette vliegt terug naar het Zwanenmeer en sterft in Dereks armen. Er  volgt een gevecht tussen Derek en Ruigbaard. Ruigbaard probeert Derek te doden in de vorm van een draak, maar wordt gedood door een pijl van Dereks vriend. Odette komt weer tot leven en uiteindelijk trouwen ze allebei. Ze nemen het kasteel aan het Zwanenmeer, waar Ruigbaard ooit woonde, als hun woonplaats.

## Personages en stemacteurs
| Personage                     | Nederlandse stem   | Originele stem       |
| ----------------------------- | ------------------ | -------------------- |
| Prinses Odette                | Mandy Huydts       | Michelle Nicastro    |
| Prins Derek                   | Bill van Dijk      | Howard McGillin      |
| Bromley                       | Stan Limburg       | Joel McKinnon Miller |
| Heer Rogers                   | Vic De Wachter     | Mark Harelik         |
| Jean-Bob                      | Serge-Henri Valcke | John Cleese          |
| Puffin                        | Bill van Dijk      | Steve Vinovich       |
| Speed                         | Marco Bakker       | Steven Wright        |
| Ruigbaard                     | Frits Lambrechts   | Lex de Azevedo       |
| Koning William                | Paul van Gorcum    | Dakin Matthews       |
| Koningin Ubertha              | Hilde de Mildt     | Sandy Duncan         |
| Vertaling Nederlandse versie: | John Tak           |                      |